# سیستم‌های همبسته قوی

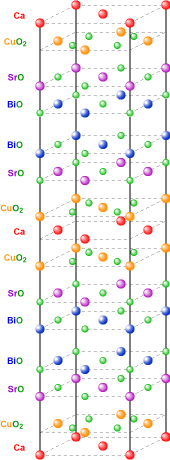
ساختار پروسکایت از یک BSCCO کهابررسانای دمای بالاست و از مواد همبسته وقی.

مواد همبسته قوی دسته گسترده‌ای از ترکیبات فرمیون‌های سنگین هستند که شامل عایق‌ها و مواد الکترونیکی می‌شوند که از خود شاخصه‌های مغناطیسی و الکتریکی غیرعادی نظیر گذار فلز-عایق، نیمه فلزی، تفکیک اسپین-بار و مشاهدات مربوط به مواد معدنی هابرتسمیتایت — که مشخصاتشان با مایع اسپینی کوانتومی یا مایع اسپینی کوانتومی همبسته قوی اندازه‌گیری می‌شود — نشان می‌دهند. شاخصه بنیادین که این مواد را تعریف می‌کند رفتار الکترون‌ها یا اسپینونهاست که به خوبی توسط عبارات بدون برهم کنش توصیف نمی‌شود. مدلهای تئوری ساختارهای الکترونیکی (فرمیونیک) مواد همبسته قوی بایستی شامل همبستگی اکترونیکی (فرمیونیک) به صورت دقیق باشد. اخیراً به این مواد عنوان مواد کوانتومی نیز داده می‌شود.

## اکسیدهای فلزات واسطه
بسیاری از اکسیدهای فلزات واسطه متعلق به این طبقه از مواد هستند که ممکن است با توجه به رفتار خود به زیرمجموعه‌هایی مانند دمای بالا، مواد اسپینترونیکی، عایقهای مات، مواد اسپینی پیرلس، مواد فرمیونی سنگین، مواد، مواد شبه کم بعد و… تقسیم‌بندی شوند. تنهای بخشی که به شدت مورد مطالعه قرار گرفته‌است شایدابررسانایی دمای بالا در کوپریت‌های دوپ شده نظیر La2-xSrxCuO4 باشد. سایر دسته‌ها یا پدیده‌های مغتاطیسی و گذارفاز القایی از دما در بسیاری از اکسیدهای فلزات واسطه نیز تحت عنوان مواد همبسته قوی دسته‌بندی می‌شود.